# هان مو هيوب
هان مو هيوب (بالكورية: 한무협)‏‏ (22 أغسطس 1923 في بيونغيانغ - 22 أغسطس 2017 ) ناشط إسبرنتو، وشخصية أعمال، وضابط من كوريا الجنوبية.

## الجوائز
- Honorary Member of the World Esperanto Association ‏
- وسام الاستحقاق الأمريكي برتبة فيلق